# Amami Óšima
Amami Óšima (japonsky 奄美大島) je největší ostrov souostroví Amami, části souostroví Sacunan na východním okraji Východočínského moře. Je součástí Japonska, kde patří do prefektury Kagošima.
Ostrov má rozlohu přibližně 712 čtverečních kilometrů, v roce 2013 na něm žilo přibližně 73 tisíc obyvatel a jeho hlavním městem je Amami s přístavem Naze. Leží přibližně 380 kilometrů jižně od Kjúšú a má vlhké subtropické podnebí.

## Fotogalerie

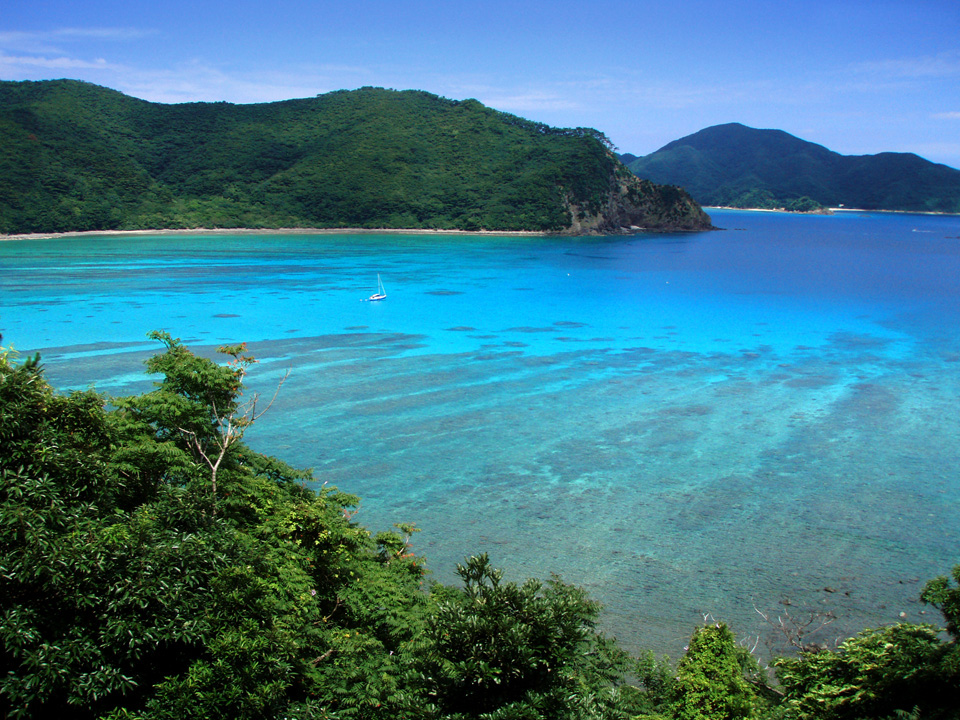
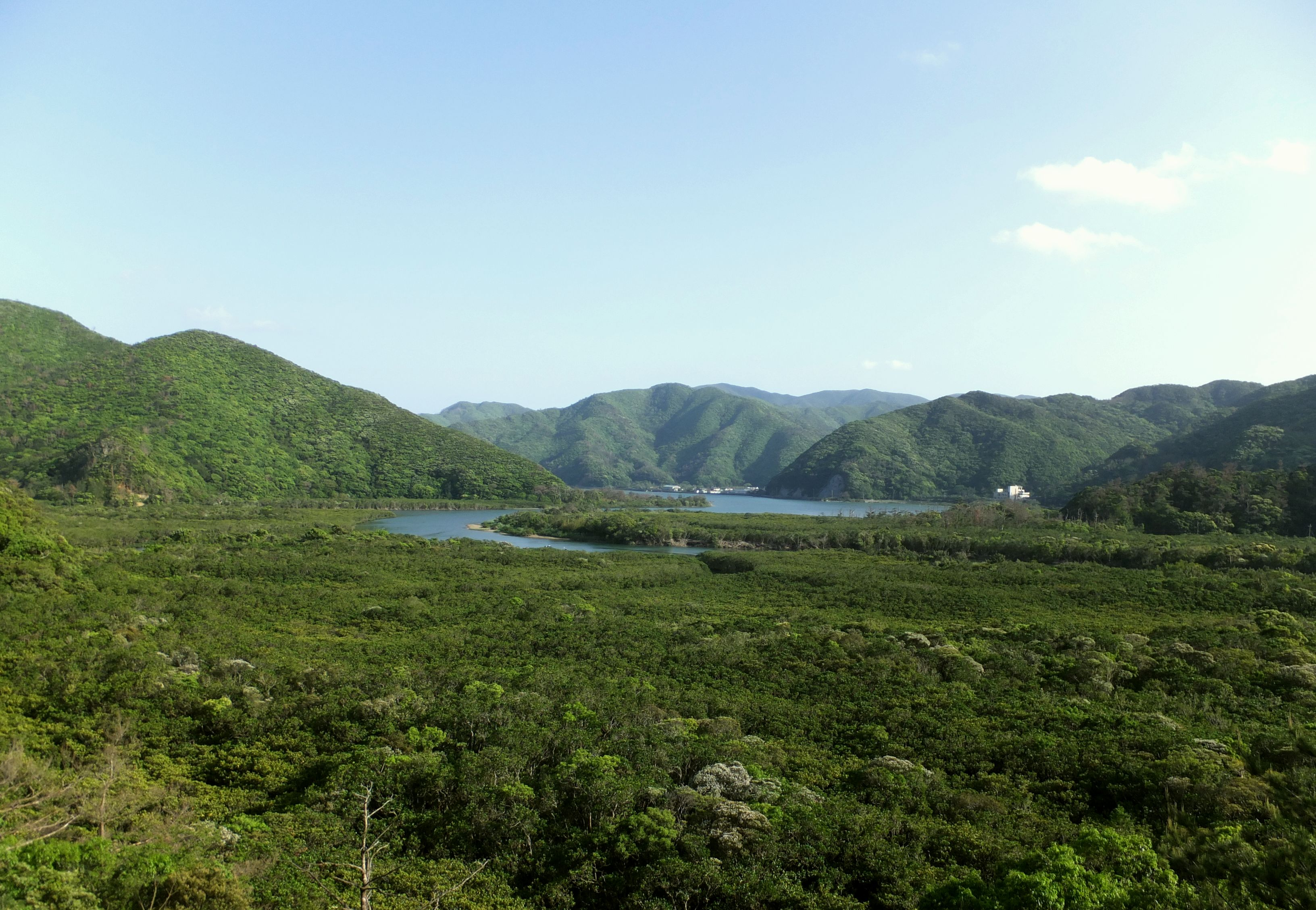
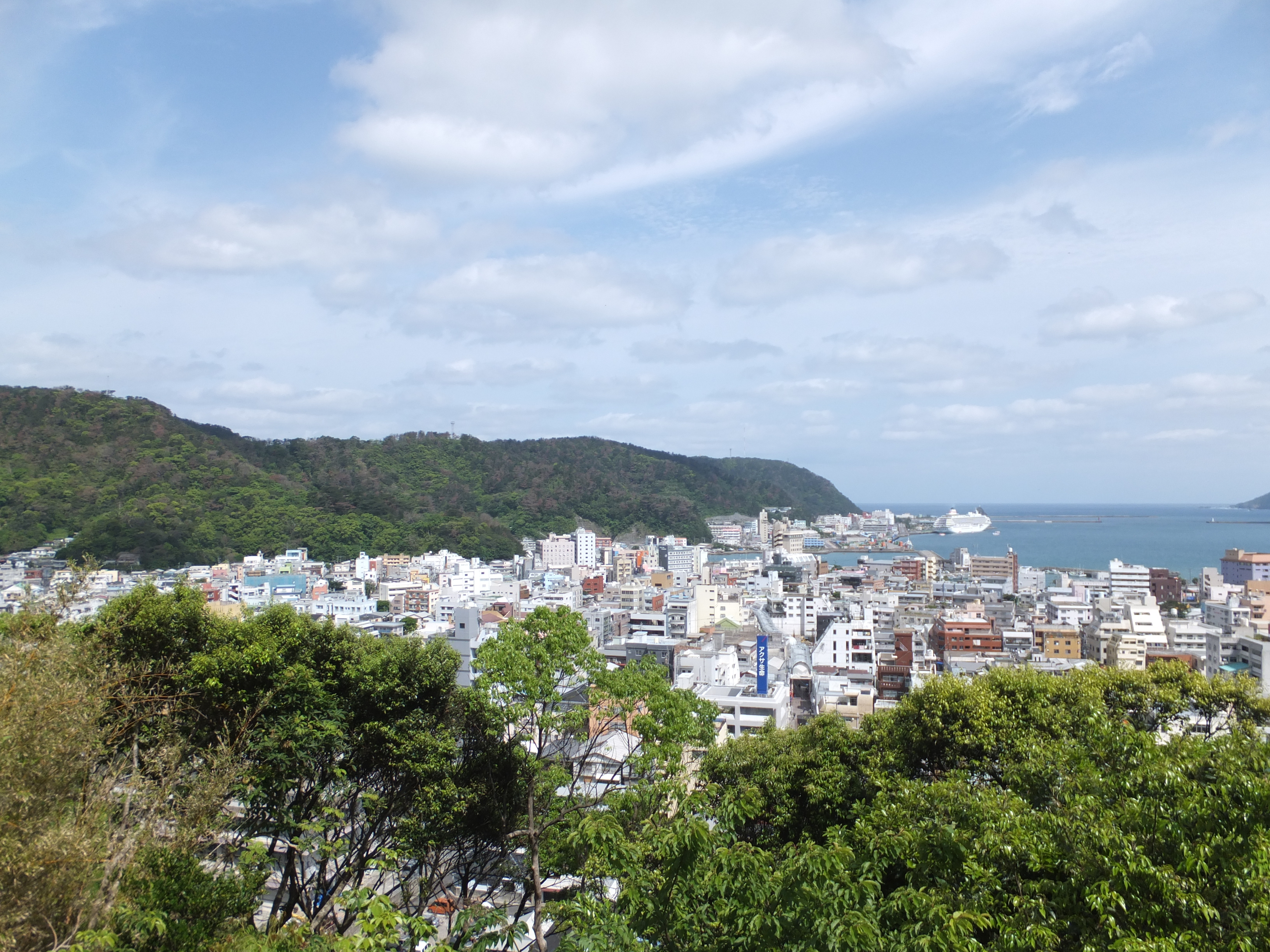
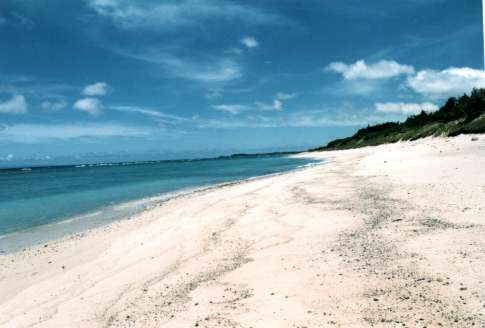

## Světové dědictví UNESCO
V červenci 2021 byla část deštného lesa na ostrově (11 640 hektarů; přibližně 16% rozlohy ostrova) pro svoji jedinečnou biodiverzitu zapsána na seznam světového přírodního dědictví UNESCO současně s dalšími ostrovy souostroví Rjúkjú pod společným názvem „Amami Óšima, Tokunošima, severní část Okinawy a Iriomote“. Kritériem pro zápis byl bod (x): obsahuje nejdůležitější a nejvýznamnější přírodní biotopy klíčové pro zachování místní biologické rozmanitosti, včetně takových biotopů, kde se nachází ohrožené druhy rostlin a živočichů výjimečné světové hodnoty z hlediska vědy a ochrany přírody. Z endemických druhů lze např. jmenovat savce Pentalagus furnessi, Tokudaia osimensis, Diplothrix legata, Miniopterus fuscus, ptáky Scolopax mira, Zoothera major, Garrulus lidthi, obojživelníky Echinotriton andersoni a Odorrana amamiensis a další. 